# فيكتور جنسن
فيكتور جنسن هو لاعب كرة قدم دنماركي، ولد في 8 فبراير 2000 في كوبنهاغن في الدنمارك. لعب مع أياكس أمستردام.

## وصلات خارجية
- فيكتور جنسن على موقع اتحاد النرويج (النرويجية)
- فيكتور جنسن على موقع قاعدة بيانات كرة القدم.إي يو (الإنجليزية)
- فيكتور جنسن على موقع Soccerway.com (الإنجليزية)
- فيكتور جنسن على موقع عالم كرة القدم.نت (الإنجليزية)